# Bureau des temps élémentaires
Pour les articles homonymes, voir BTE.
Le Bureau des temps élémentaires (BTE) est une association interprofessionnelle pour l'étude du travail. Elle a pris son origine en 1938 au sein du Comité national de l'organisation française (CNOF). Elle s'en détache en 1942 pour devenir une association loi de 1901. Le sujet principal de cette association est l'étude du travail, et en particulier les temps, les méthodes et l'ordonnancement. Elle a eu un rôle très important en France sur l'organisation du travail jusqu'en 1980. Après plusieurs rachats, la marque BTE a connu un nouvel essor depuis 2010 notamment grâce à son rôle de porte-drapeau de l'activité formation de la jeune société AXSENS.

## Historique
Créé par d'importantes entreprises de l'époque, le BTE fonctionne comme une association. Des entreprises commandent des études spécifiques ou de nature plus ouverte à des salariés de l'association. Le résultat des études fait l'objet de publications.
Un deuxième aspect du travail de cette association consiste à vendre des formations sous forme de stages, notamment d'agent d'étude du travail. Par exemple comment réaliser une chrono-analyse et calculer les différents coefficients. Des milliers d'entreprises et des centaines de milliers de stagiaires ont utilisé de 1938 à nos jours les formations et les publications du BTE
,,.
De 1938 aux années 1970, le BTE a tenu un rôle essentiel dans les organisations d'entreprises. La désindustrialisation massive démarrée dans les années 1980 a perturbé son fonctionnement traditionnel sous forme associative jusqu'au rachat en 1997 par une société Toulousaine.

## Rachat de la marque
En 1997, après la liquidation de la société constituée BTE, les équipes rejoignent différentes structures en France : sur LYON l'équipe intègre le CESI, sur l'Est l'équipe intègre la société BT EST, dans l'Ouest et sur la région PACA les équipes intègrent la société TKM consulting basée à St Herblain, 3 consultants ont été intégrés dans la société COGITE OUEST. Un consultants basé sur TOULOUSE a acheté la marque BTE auprès de l'administrateur judiciaire pour la somme de 10000F soit 1500€.Ces consultants ont été repris par la jeune société AXSENS, cabinet de conseil et formation à vocation internationale. Cette fusion donne un nouvel élan à l'activité toulousaine du BTE.